# Agnieszka Kozłowska-Rajewicz
Agnieszka Kozłowska-Rajewicz (ur. 4 grudnia 1969 w Kętrzynie) – polska polityk, biolog i samorządowiec. Posłanka na Sejm VI i VII kadencji, w latach 2011–2014 sekretarz stanu w Kancelarii Prezesa Rady Ministrów i pełnomocnik rządu ds. równego traktowania, deputowana do Parlamentu Europejskiego VIII kadencji.

## Życiorys
Ukończyła studia z zakresu biologii na Uniwersytecie im. Adama Mickiewicza w Poznaniu. W 1998 uzyskała stopień doktora nauk biologicznych w zakresie biologii w specjalności antropologia. Zatrudniona jako adiunkt na UAM (w 2007 udała się na urlop bezpłatny z uwagi na pełniony mandat poselski), gdzie objęła również funkcję kierownika Pracowni Edukacji Ekologicznej. Jest współautorką podręczników szkolnych do nauki biologii dla szkół ponadgimnazjalnych. Kierowała Fundacją na rzecz Rozwoju Społeczności Lokalnej Gminy Czerwonak.
Wstąpiła do Platformy Obywatelskiej, z ramienia której w 2006 została radną powiatu poznańskiego. W wyborach parlamentarnych w 2007 uzyskała mandat poselski. Kandydując w okręgu poznańskim, otrzymała 17 040 głosów. Zasiadała w Komisji Edukacji, Nauki i Młodzieży (w tym w Podkomisji stałej do spraw nauki i szkolnictwa wyższego), w Komisji Zdrowia oraz w Komisji Sprawiedliwości i Praw Człowieka. Założyła Parlamentarny Zespół Rodzina 2030, któremu przewodniczyła. Od sierpnia 2010 zasiadała również w zespole rządowo-parlamentarnym, który monitorował prace ustawowe rządu i klubu parlamentarnego PO w ostatnim roku kadencji. Współtworzyła tzw. ustawy parytetową i żłobkową. W wyborach w 2011 wynikiem 27 807 głosów uzyskała poselską reelekcję.
1 grudnia 2011 została powołana na stanowiska sekretarza stanu w Kancelarii Prezesa Rady Ministrów i pełnomocnika rządu ds. równego traktowania.
W 2014 uzyskała mandat posłanki do Parlamentu Europejskiego VIII kadencji, w związku z czym odeszła ze stanowisk w KPRM. W 2019 nie wystartowała w kolejnych wyborach europejskich.